# 東松原站

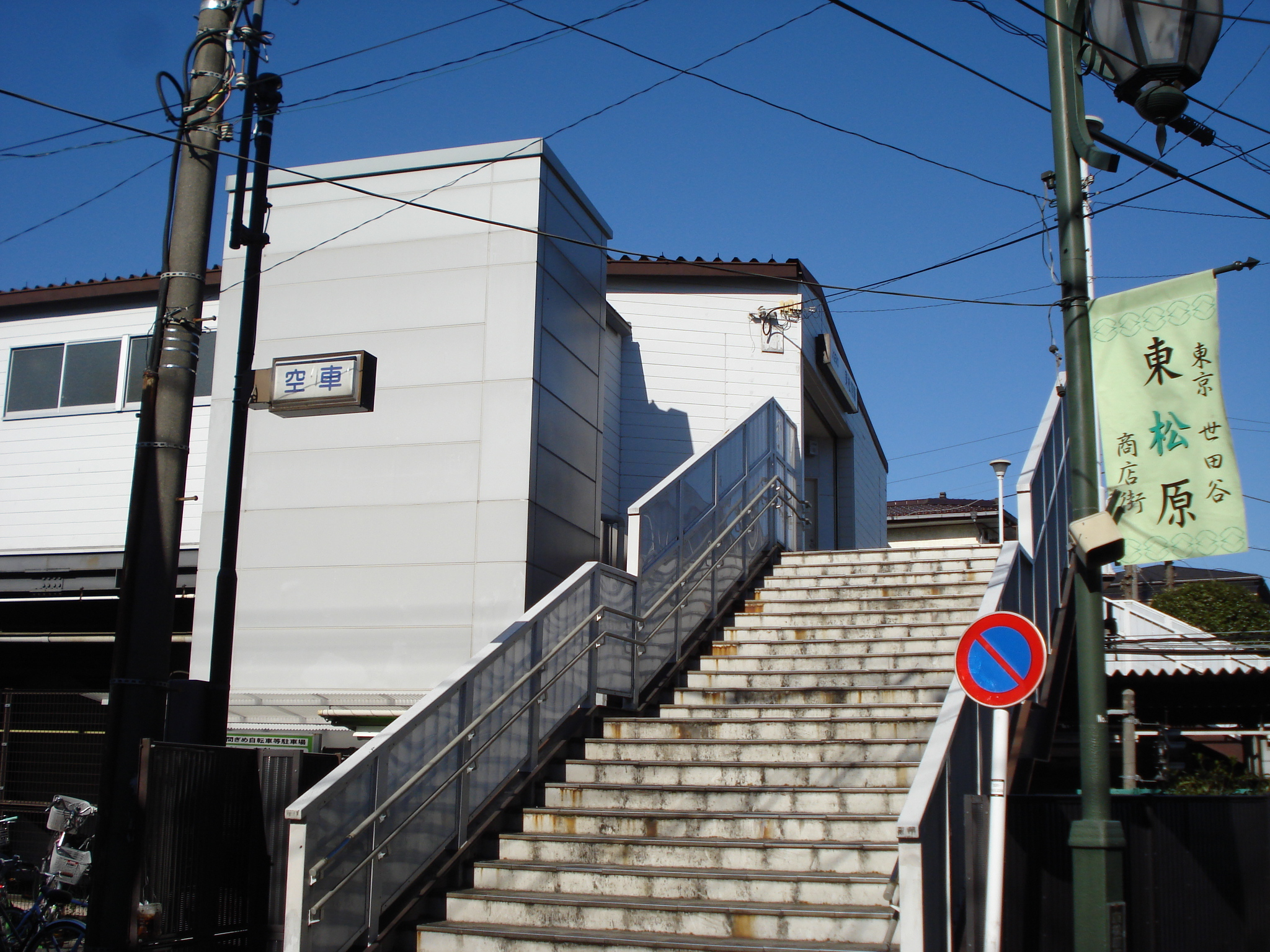
東側出入口（2010年1月）

東松原站（日语：／ Higashi-matsubara eki */?）是一個位於東京都世田谷區松原五丁目，屬於京王電鐵井之頭線的鐵路車站。車站編號是IN07。

## 歷史
- 1933年（昭和8年）8月1日 - 隸屬於帝都電鐵的車站開始營運。
- 1940年（昭和15年）5月1日 - 與小田原急行鐵道合併，成為該公司帝都線的車站。
- 1942年（昭和17年）5月1日 - 小田急電鐵與東京急行電鐵（大東急）合併。
- 1948年（昭和23年）6月1日 - 從東急分離，成立京王帝都電鐵，成為該公司井之頭線的車站。
- 1990年（平成2年）8月1日 - 改建為跨站式站房。

## 車站構造
此車站是擁有跨站式站房的地面車站，配置有1面2線的島式月台。車站西側（吉祥寺端）與東側（澀谷端）的出口有跨軌天橋銜接，兩座天橋中間為車站站房。澀谷端出入口南側以及月台與車站閘口所在樓層皆設有電梯。面向2號線月台的土提斜坡上種植了繡球花，大約在每年6月份的花季時期會設置燈光造景。
以前的月台僅能容納4節18m長車廂。站房設置於吉祥寺端，月台兩端則設有平交道。後廢除澀谷端的平交道並延伸月台長度，且伴隨著井之頭線的列車車輛大型化，舊站舍也被廢除並改建為跨站式站房。

### 月台配置
| 月台 | 路線     | 方向 | 目的地                             |
| ---- | -------- | ---- | ---------------------------------- |
| 1    | 井之頭線 | 下行 | 明大前、永福町、久我山、吉祥寺方向 |
| 2    | 井之頭線 | 上行 | 下北澤、澀谷方向                   |

## 使用狀況
2016年度的1日平均上下車人次為18,691人。上下車乘客人數及乘車人數推移如下所記。
| 年度               | 1日平均 上下車人次 | 1日平均 上車人次 | 來源   |
| ------------------ | ------------------ | ---------------- | ------ |
| 1955年（昭和30年） | 10,894             |                  |        |
| 1960年（昭和35年） | 13,768             |                  |        |
| 1965年（昭和40年） | 14,708             |                  |        |
| 1970年（昭和45年） | 16,455             |                  |        |
| 1980年（昭和55年） | 15,875             |                  |        |
| 1985年（昭和60年） | 14,746             |                  |        |
| 1990年（平成02年） | 13,499             | 6,356            | [ 4 ]  |
| 1991年（平成03年） |                    | 6,713            | [ 5 ]  |
| 1992年（平成04年） |                    | 6,611            | [ 6 ]  |
| 1993年（平成05年） |                    | 6,499            | [ 7 ]  |
| 1994年（平成06年） |                    | 6,416            | [ 8 ]  |
| 1995年（平成07年） | 12,768             | 6,333            | [ 9 ]  |
| 1996年（平成08年） |                    | 6,310            | [ 10 ] |
| 1997年（平成09年） |                    | 6,589            | [ 11 ] |
| 1998年（平成10年） |                    | 7,715            | [ 12 ] |
| 1999年（平成11年） |                    | 8,077            | [ 13 ] |
| 2000年（平成12年） | 17,367             | 8,532            | [ 14 ] |
| 2001年（平成13年） |                    | 8,855            | [ 15 ] |
| 2002年（平成14年） |                    | 8,953            | [ 16 ] |
| 2003年（平成15年） | 18,614             | 9,139            | [ 17 ] |
| 2004年（平成16年） | 18,837             | 9,249            | [ 18 ] |
| 2005年（平成17年） | 19,379             | 9,447            | [ 19 ] |
| 2006年（平成18年） | 19,849             | 9,690            | [ 20 ] |
| 2007年（平成19年） | 19,198             | 9,568            | [ 21 ] |
| 2008年（平成20年） | 19,028             | 9,529            | [ 22 ] |
| 2009年（平成21年） | 18,768             | 9,400            | [ 23 ] |
| 2010年（平成22年） | 18,529             | 9,293            | [ 24 ] |
| 2011年（平成23年） | 18,374             | 9,230            | [ 25 ] |
| 2012年（平成24年） | 18,379             | 9,188            | [ 26 ] |
| 2013年（平成25年） | 18,571             |                  |        |
| 2014年（平成26年） | 18,504             |                  |        |
| 2015年（平成27年） | 18,783             |                  |        |
| 2016年（平成28年） | 18,691             |                  |        |

## 車站周邊
與鄰站新代田站之間距離僅約500m。
- 東松原站前郵便局
- 三菱東京UFJ銀行東松原支店
- 東松原商店街
- TOP（日语：トップ (スーパーマーケット)）松原店
- 羽根木公園（日语：羽根木公園）
- 北澤稅務署
- 北澤警察署（日语：北沢警察署）
- Konami Sports Club 東松原
- 世田谷區立梅丘中學校

## 相鄰車站
京王電鐵
 井之頭線
■急行
通過
■各站停車
新代田（IN06）－東松原（IN07）－明大前（IN08）

## 關連項目
- 日本鐵路車站列表

## 外部連結
- 東松原 - 京王電鐵